# 謝顯 (成化進士)
謝顯（1445年—？），字時榮，浙江紹興府會稽縣人，民籍。明朝政治人物。同進士出身。

## 生平
成化元年（1465年）舉乙酉科浙江鄉試第五十六名。成化五年（1469年）乙丑科會試第六十一名，殿試登進士第三甲第一百五十九名。

## 家族
曾祖謝尚。祖父謝原英。父亲謝維嶽。